# 2000 CG36
2000 CG36 är en asteroid i huvudbältet som upptäcktes den 2 februari 2000 av LINEAR i Socorro County, New Mexico.
Asteroiden har en diameter på ungefär 4 kilometer.